# 로켓 나이트 어드벤처스
《로켓 나이트 어드벤처스》는 코나미가 개발하고 배급한 1993년 플랫폼 게임이다. 메가 드라이브 플랫폼용으로 제작돼 1993년 8월 5일 일본서 처음 출시됐다.
플레이어는 주머니쥐 기사 '스파크스터'를 조종하며, 공주를 납치하고 행성계 지배의 야망을 노리는 돼지 제국을 무찌르는 이야기를 담았다. 스파크스터의 원거리 공격이 가능한 검 이외에, 그가 지닌 로켓을 충전해 돌진하는 능력이 있어 이를 이용해 게임 내 스테이지를 돌파하는 것이 주 목표이다.
《로켓 나이트 어드벤처스》를 기획한 사람은 이전 《콘트라: 하드 코어》, 《콘트라: 섀터드 솔저》를 디자인한 나카자토 노부야이다. 게임 내 음악은 야마네 미치루, 하타 아키, 오오우치 마사노리 등 당시 코나미 재직 작곡가들이 대거 참여해 담당했다.
해당 게임의 후속작으로 1994년, 메가 드라이브용 《스파크스터: 로켓 나이트 어드벤처스 2》와 슈퍼 패미컴용 《스파크스터》 두 작품이 동시에 출시됐다. 2010년에는 클라이맥스 스튜디오스가 개발한 《로켓 나이트》가 엑스박스 360, 플레이스테이션 3 및 마이크로소프트 윈도우로 발매됐다.

## 게임플레이
《로켓 나이트 어드벤처스》는 주인공 스파크스터를 조종해 직선형 스테이지를 진행하는 횡스크롤 플랫폼 게임이다. 스파크스터는 검을 이용해 직접 적을 공격하거나 검에서 나가는 에너지로 원거리 공격을 할 수 있다. 공격 버튼을 지속적으로 누를 시 화면 위의 파란색 눈금이 차오르는데, 이것이 꽉 찼을 시 버튼을 떼면 플레이어가 누른 방향키에 따라 일정 거리를 빠르게 이동하며 공격하는 '로켓 공격'을 할 수 있다.
게임 내 옵션 메뉴에서 4가지 난이도를 선택할 수 있으며, 난이도가 어려울수록 적의 공격 피해량이 증가하고 플레이어에게 주어지는 목숨 및 컨티뉴 개수가 줄어든다.

## 참조

### 내용주
1. ↑  영어: Rocket Knight Adventures, 일본어: ロケットナイトアドベンチャーズ